# Simone Boccanegra
Simone Boccanegra (Genova, 1301 – Genova, 14 marzo 1363) è stato il primo e il quarto doge della Repubblica di Genova.
È considerato uno dei padri della città di Genova al tempo della Repubblica marinara.

## I Boccanegra

Stemma nobiliare dei Boccanegra

I Boccanegra erano di nobiltà recente: il primo di loro ad emergere fu Guglielmo Boccanegra, nominato Capitano del popolo (dal 1257 al 1262) e che fece erigere, nel 1260, il palazzo San Giorgio, sede della massima autorità Comunale. 
Da fuoruscito in Francia, ad Aigues-Mortes progettò le mura di quella città per il re di Francia Luigi IX.
Simone Boccanegra ha avuto a Genova un ruolo analogo, se non ancora più ampio di questo suo antenato.

## Biografia
Nato nel 1301, Simone era figlio di Iacopo di Lanfranco e di Ginevra Saraceni, figlia di Egidio Signore di Rezenasco in Toscana. 
Era fratello di Egidio, di Bartolomeo e di Niccolò.
Dedicandosi all'attività familiare della mercatura non si era dedicato all'attività politica prima del 1339 quando è stato il primo doge della Repubblica, a furor di popolo acclamato a vita (23 dicembre 1339). 

Il titolo della Repubblica di Genova a quel tempo era, in realtà, più propriamente detto - in lingua genovese - Duxe (Duce).
Gli anni precedenti la sua elezione erano caratterizzati da grande instabilità politica e sociale per le lotte interne e delle guerre esterne. Dopo il lungo prevalere dei guelfi e di Roberto d'Angiò, nel 1335 i ghibellini avevano riconquistato il potere eleggendo due Capitani del popolo. Questi però, per resistere all'opposizione dei nobili guelfi e alla pressione dei Catalani sul mare, assunsero i pieni poteri perdendo l'appoggio popolare.
Con la nomina di Boccanegra ebbe inizio l'età dei dogi perpetui e della cosiddetta "egemonia popolare" che avrebbe contraddistinto il governo nella Repubblica di Genova.

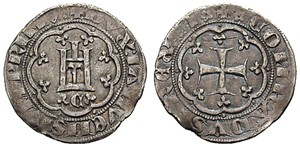
Grosso di Simone Boccanegra

Genova era in un momento difficile per via delle finanze esauste, i commerci ostacolati dalle scorrerie saracene e i territori della Repubblica in mano ai ribelli. 

Ma Boccanegra diede subito prova di grande fermezza. 
Assunse il comando delle forze militari e delle fortezze e riuscì subito a sottomettere i feudatari ribelli e a recuperare i possedimenti genovesi sulle due Riviere e nell'Oltregiogo. 

La sua tendenza ad accentrare il potere nelle proprie mani, distribuendo gli incarichi più importanti tra i suoi congiunti, gli alienò presto molte simpatie anche tra i popolari e provocò già nel 1339 le prime congiure, che tuttavia riuscì a dominare facilmente.
Consolidato il potere dogale, si preoccupò di allestire una flotta per far fronte alle continue scorrerie dei nobili che si erano dati alla pirateria e ostacolavano i commerci.

Per questa impresa cercò l'aiuto dell'antica rivale di Genova, la Pisa, con la quale il 24 giugno 1341 prolungò la pace già esistente per altri venticinque anni.
Anche la sua politica nei confronti degli altri Stati fu improntata a mantenere buoni rapporti.

Con il papato tenne un atteggiamento di deferenza e subito dopo la sua elezione a doge ne informò con una solenne ambasceria Benedetto XII ad Avignone e accettò anche la richiesta di Clemente VI unire navi genovesi a una crociata contro i Turchi. 

Al re di Castiglia Alfonso XI, in guerra con il sultano del Marocco Abū l-Ḥasan, nel 1341 inviò venti galee al comando del fratello Egidio il quale, nominato ammiraglio della flotta castigliana, inflisse nel marzo 1342 una severa sconfitta a quella marocchina che assediava Algeciras.
Ma l'altro suo merito è stato il tentativo di rafforzare la stabilità e la potenza delle colonie genovesi in Oriente.

Con un'abile azione diplomatica stipulò un favorevole accordo con Anna di Savoia, vedova dell'imperatore d'Oriente Andronico III e reggente per il figlio Giovanni V. 

Nel 1342 unì le forze genovesi a quelle veneziane per combattere i Tartari di Gianibek, imperatore del Kipčak, che già nel 1342 avevano assalito i commercianti genovesi e veneziani di Tana, e nel 1344 avevano posto assedio a Caffa, principale colonia genovese sul Mar Nero. Con l'aiuto dei Veneziani, i Genovesi costrinsero i Tartari a ritirarsi e il Boccanegra poté così ricevere in Genova un inviato dell'imperatore Gianibek venuto a chiedere la pace.
Ultimo brillante episodio della sua politica coloniale è la partecipazione di Genova alla lega del 1344 con Venezia e con Clemente VI, contro Omarbeg, emiro di Aydin, al quale i crociati, al comando del genovese Martino Zaccaria, poterono sottrarre Smirne.
Contrastato dai nobili che continuavano ad ostacolarlo e perduto anche l'appoggio del popolo che gli rimproverava il governo assoluto e lo sperpero di denaro pubblico, e nel 1344, ricordate al popolo le proprie benemerenze, rinunciò volontariamente al dogato riparando a Pisa.
A Pisa rimase per vari anni. È probabile che egli abbia continuato a interessarsi alle vicende politiche della sua città natale, ma solo nel 1353, quando Genova, bloccata per mare dai Veneziani e dagli Aragonesi e per terra dai fuorusciti aiutati da Giovanni Visconti, si affidò al dominio dell'arcivescovo milanese, Boccanegra uscì dal suo riserbo.

Nel 1356 i successori dell'arcivescovo Giovanni, conoscendo il malcontento genovese nei loro riguardi, inviarono a Genova il Boccanegra, in quel momento tenuto in ostaggio a Milano, nell'estremo tentativo di riconquistarsi il favore della città.
Appena rientrato in Genova Boccanegra si unì ai popolari e contribuì ad incoraggiare la rivolta contro il dominio visconteo. Il presidio milanese, fu cacciato dalla città il 14 novembre e il giorno seguente Simone fu acclamato doge per la seconda volta. 

Il suo secondo dogato fu caratterizzato come il primo da una politica antinobiliare.
Dovette ridurre all'obbedienza le principali città della Riviera occidentale che, rimaste fedeli ai Visconti, non riconoscevano il nuovo governo instaurato in Genova. 

Contro i Visconti alla fine del 1356, si alleò con Giovanni II Paleologo, marchese del Monferrato. Ma con loro, l'8 giugno 1358, sottoscrisse un trattato di pace per volere di Carlo IV.
Altro suo merito è stata la penetrazione genovese in Corsica, sostituendosi ai Pisani ed agli Aragonesi. Nel 1358 infatti i Corsi, dopo aver organizzato una ribellione antifeudale, chiesero aiuti contro i nobili al doge genovrese. Boccanegra inviò il proprio fratello Giovanni come governatore dell'isola; agli isolani fu permesso di organizzarsi in un governo di tipo comunale, pur rimanendo l'isola sotto la sovranità genovese.
Nel 1360 si schierò nuovamente a fianco del Papa contro i Visconti.
Nel 1362 affida al genero Luchinetto Visconti e al fratello Bartolomeo il comando delle forze genovesi inviate nell'Oltregiogo, dove si dovevano unire alla compagnia di ventura dell'inglese Alberto Sterz assoldata dagli avversari dei Visconti, per tentare la conquista di Milano.
La sua politica fu intesa ad evitare divergenze con Venezia, rivale commerciale di Genova in Oriente, e cercò anzi di legare le due potenze in una lega antiturca.

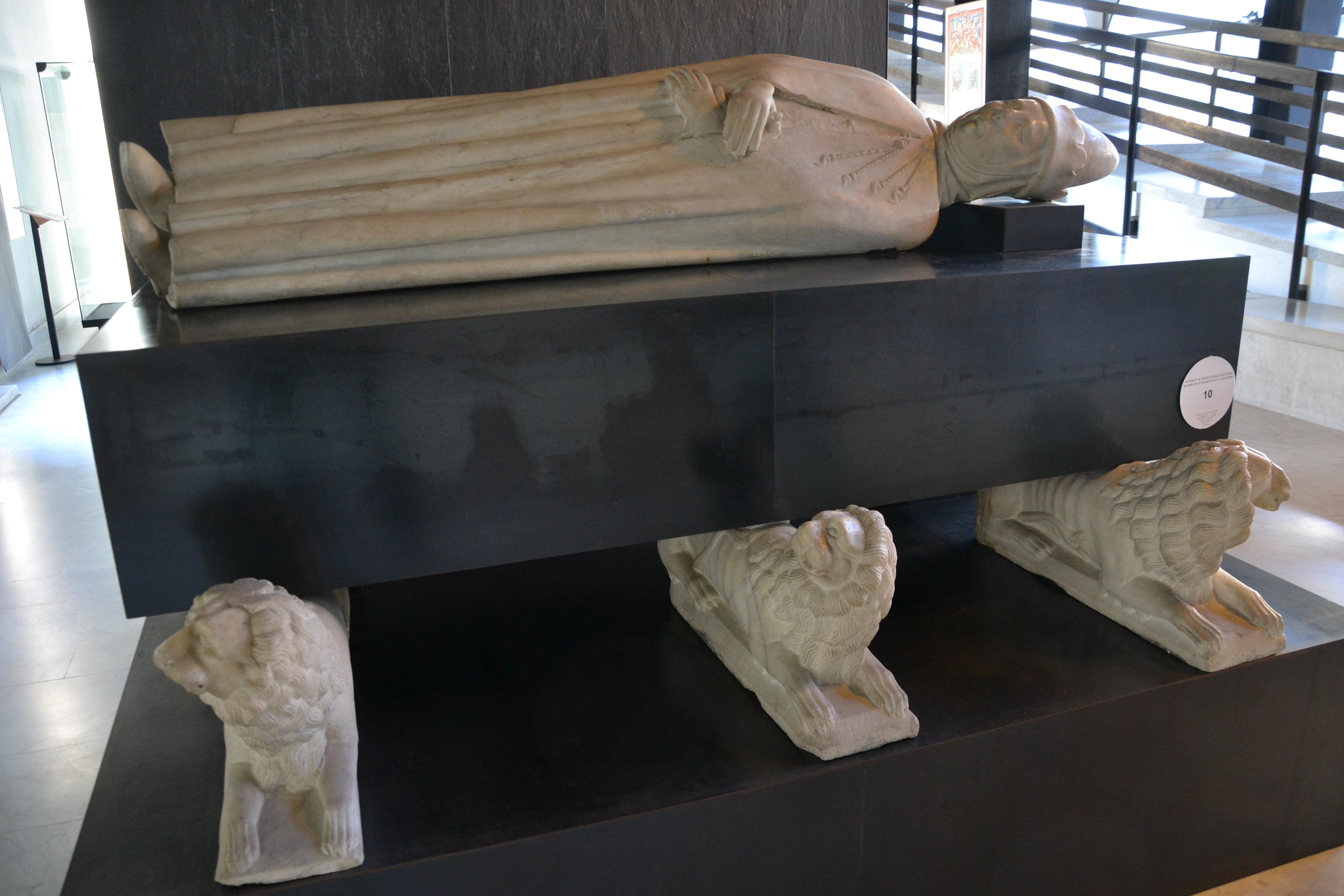
Monumento sepolcrale di Simone Boccanegra
Genova, Museo di Sant'Agostino

Per le forti spese ancora una volta dovette ricorrere a prestiti forzosi, inasprendo i rapporti con il popolo, mentre la noboiltà non desisteva dal contrastarlo con ogni mezzo. Nel 1362 scoprì ben due congiure ai suoi danni.
Simone Boccanegra morì nel 1363. Forse fu avvelenato per mano di sicari delle famiglie Adorno e Fregoso che da quel momento acuirono la loro lotta per contendersi il controllo del dogato.
Venne sepolto nella chiesa di San Francesco di Castelletto.
Simone fu il padre di Egidio Boccanegra, sposato a Richetta Riccio, e il nonno di Ambrogio Boccanegra. Fu padre anche di Maddalena sposata a Luchinetto Visconti, figlio di Luchino e di Isabella Fieschi.
La casa di Simone era in via della Maddalena, nella piazzetta che ancora oggi porta il suo nome.

## Simone Boccanegra nelle arti
I ritratti noti di Simone Boccanegra sono postumi, molto posteriori e inevitabilmente idealizzati. L'unico ritratto affidabile e ben caratterizzato nei tratti somatici è quello della sua scultura tombale, oggi conservata nel Museo di Sant'Agostino a Genova.

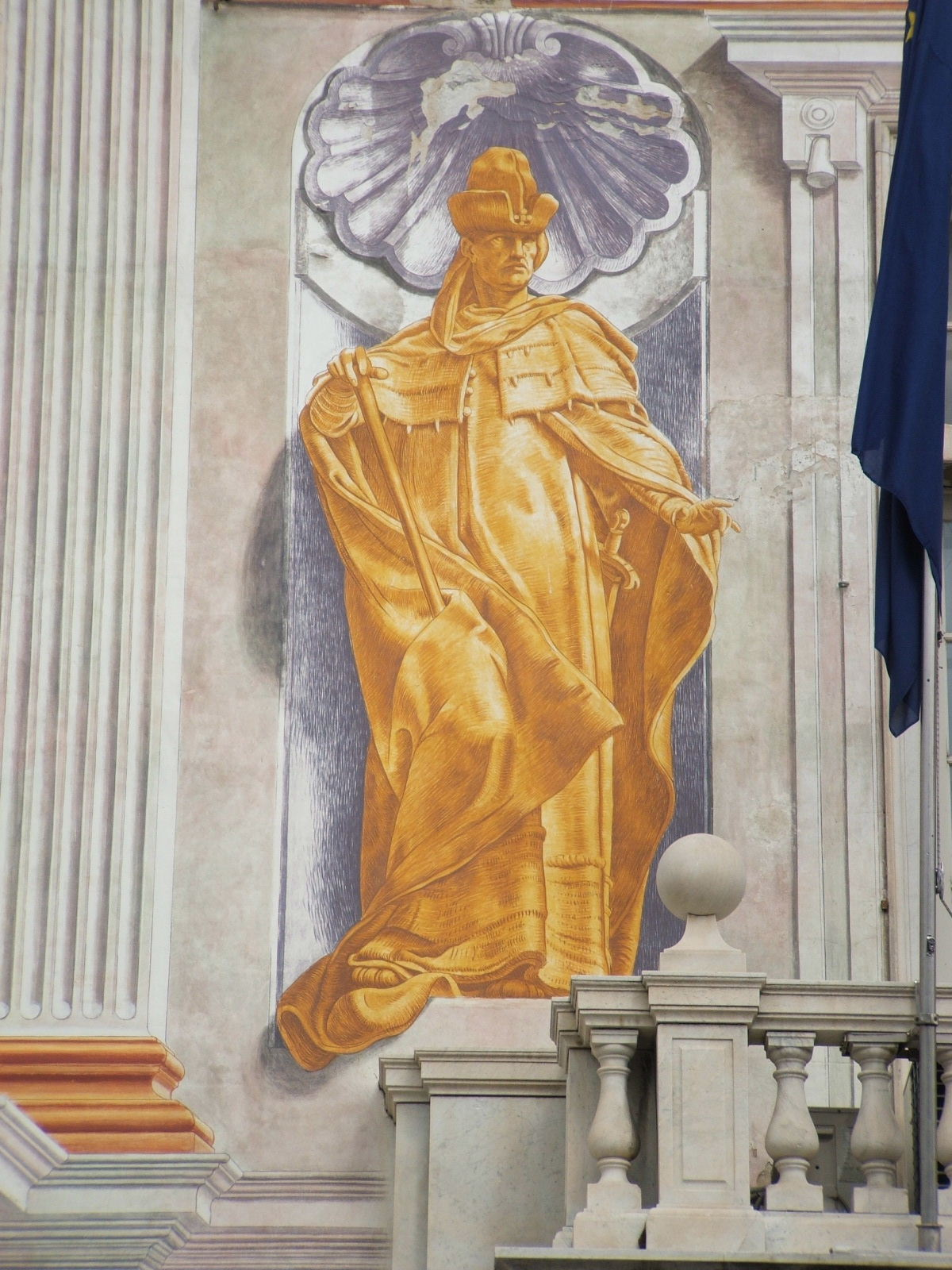
Affresco di palazzo San Giorgio, Genova
XVII secolo

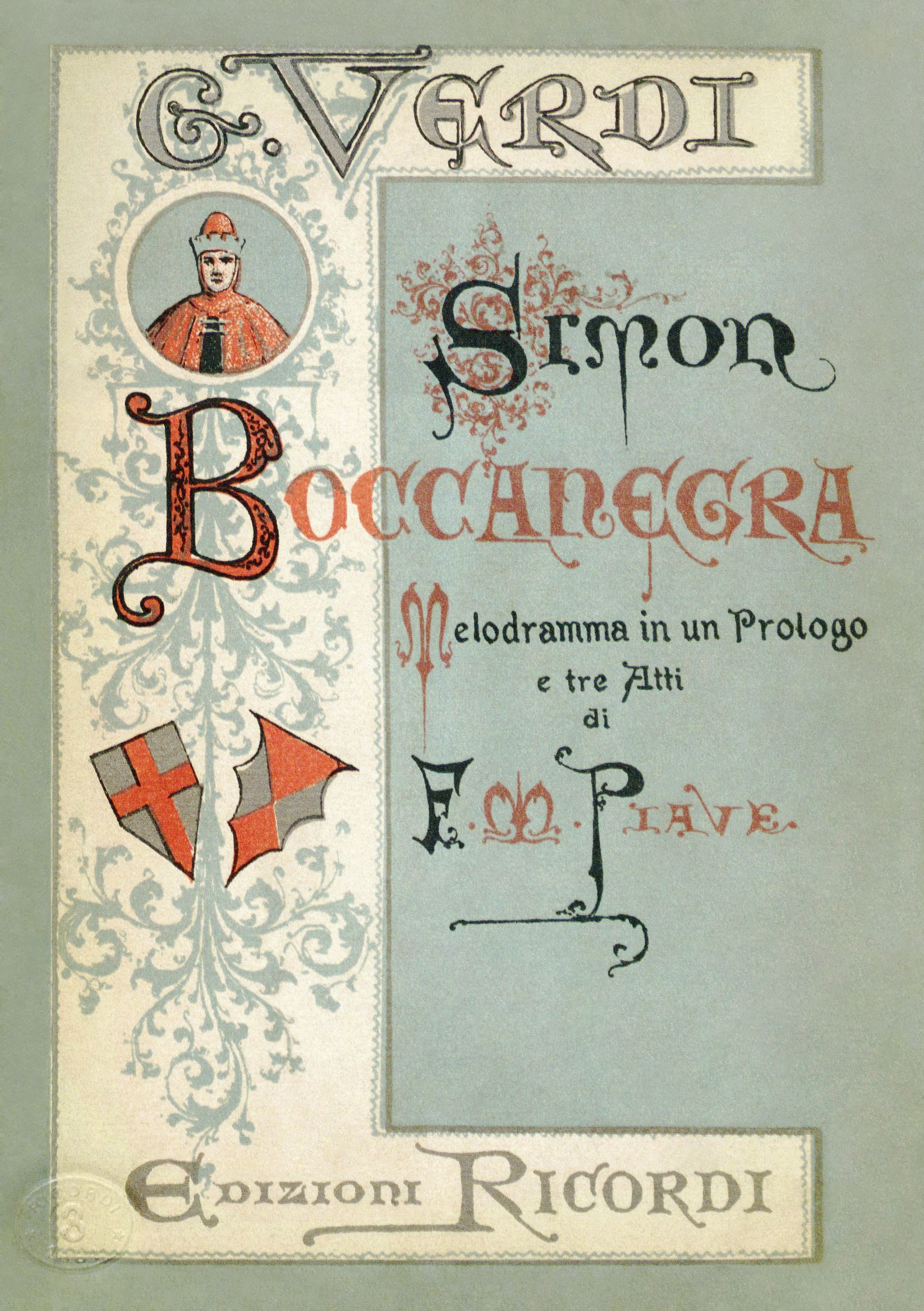
G.Verdi
Simon Boccanegra
1857-1881

Un'immagine di Simone Boccanegra è raffigurata sul prospetto principale di Palazzo San Giorgio a Genova in un ciclo di affreschi (1606-1608) opera di Lazzaro Tavarone.
Secondo taluni il dipinto potrebbe riferirsi invece a un altro Boccanegra, Guglielmo Boccanegra, Capitano del Popolo e committente del palazzo stesso, ma una lettera "S" davanti al nome Boccanegra rinvenuta fra gli appunti di Lodovico Pogliaghi, restauratore del prospetto del palazzo, fa supporre che l'affresco si riferisca proprio al primo doge genovese.
Simon Boccanegra è un'opera di Giuseppe Verdi, musicata su libretto di Francesco Maria Piave, tratto dalla tragedia Simón Bocanegra di Antonio García Gutiérrez.